# Rexio
Рексио (исп. Rexio) — основной товарный знак аргентинской компании Lasserre. Под маркой Rexio производится стрелковое оружие для военных, полицейских структур и гражданского населения. Наибольшую известность приобрела за счёт своих пистолетов.
В настоящее время продукция Lasserre S.A. распространяется в 14 странах.

## Продукция
- Rexio Pucará
- Rexio Jaguar
- Rexio Comanche
- Rexio Super Comanche